# Quintino Sebastião
Quintino Sebastião (n. Portugal, 1940) é um escultor, professor e artista plástico português.

## Biografia
Como escultor, e sendo uma das "personalidades marcantes do nosso meio artístico" e "bem influente na formação artística em Lisboa (Sociedade Nacional de Belas Artes)", Quintino Sebastião expôs, individual e coletivamente, em galerias, salões e bienais de arte moderna, em Portugal e no estrangeiro. Algumas das suas obras encontram-se expostas publicamente como Tocar o Sol, na Costa da Caparica, e O Presente e o Futuro, em Torres Vedras.
Enquanto estudante, teve como mestre o escultor Jorge Vieira, fator determinante na sua formação. Nas décadas de 1960 e 1970, também criou cenários e adereços para teatro, televisão e cinema. Em 1977, iniciou a sua carreira docente no Curso de Formação Artística, na Sociedade Nacional de Belas Artes. Em 1986, baseando-se numa inovadora proposta pedagógica na sequência de uma anterior experiência conjunta com o professor pintor Rolando Sá Nogueira, concebeu e implementou o Curso de Desenho a convite da Direção então presidida pelo pintor e critico de arte Fernando Azevedo. Curso que coordenou e onde lecionou durante 22 anos.

## Arte Pública
- Tocar o Sol (2001), Costa da Caparica
- O Presente e o Futuro (2006), Torres Vedras

## Exposições (Seleção)
- Exposição “ENCONTRO” (1967) – Cascais, Portugal
- Salão “GUÉRIN de ARTES PLÁSTICAS” (1968) – Lisboa
- VII Salão de “ARTE MODERNA”. (1969) – Junta de Turismo da Costa do Sol – Estoril, Portugal
- Salão “PRIMAVERA” (1970) – Junta de Turismo da Costa do Sol – Estoril, Portugal
- 1º Salão de “ARTE de LAGOS” (1970) – Lagos, Portugal
- VIII Salão de “ARTE MODERNA” (1970) – Junta de Turismo da Costa do Sol – Estoril, Portugal
- 1º Salão de “ARTES PLÁSTICAS de LEIRIA” (1970) – Leiria, Portugal
- III Bienal Internacional do “DESPORTO nas BELAS ARTES” (1971) – Barcelona, Espanha
- V Salão de “ARTE MODERNA da CIDADE de LUANDA”(1971) – Luanda, Angola
- 1ª Exposição “MÚLTILOS de ARTE”. Galeria S. Francisco (1972) – Lisboa, Portugal
- 2ª Exposição “MÚLTIPLOS de ARTE”. Galeria S. Francisco (1973) – Lisboa, Portugal
- Exposição “SALÃO de MARÇO” (1974) Sociedade Nacional de Belas Artes – Lisboa, Portugal
- Exposição "CONFRONTO I: exposição coletiva de desenho, gravura, pintura e escultura" (1974), Grafil Galeria de Arte, Lisboa, Portugal [10]
- Exposição “PERSPECTIVA 74”. Sociedade Nacional de Belas Artes (1974) – Lisboa, Portugal
- Exposição “ARTE ACTUAL PORTUGUESA” – 1º Festival Internacional. do Algarve (1974) – Vilamoura, Portugal
- Exposição “XIII Festival Internacional da Juventude”. autor convidado (1978) - Havana, Cuba
- Exposição Homenagem “CENTENÁRIO do NASCIMENTO de PICASSO”. Sociedade Nacional de Belas Artes (1981)– Lisboa, Portugal
- MUSEU TAVARES PROENÇA – Castelo Branco, Portugal
- Salão “O PAPEL COMO SUPORTE”. Sociedade Nacional de Belas Artes – (1982) Lisboa, Portugal
- Salão de “ARTE MODERNA”. Sociedade Nacional de Belas Artes (1982)– Lisboa, Portugal
- Salão de “ARTE de LAGOS” (1982) – Lagos, Portugal
- I Exposição Nacional “ARTE MODERNA ARUS” (1982/1983) – Porto e Lisboa, Portugal
- Exposição Individual “GALERIA S. FRANCISCO” (1983) – Lisboa, Portugal
- Exposição “EIAM’84” I Exposição Ibérica de Arte Moderna – (1984) Campo Maior, Portugal, e Museu de Arte Contemporáneo - Cáceres, Espanha
- Exposição Nacional do “PEQUENO FORMATO” (1984) Cooperativa Árvore – Porto, Portugal
- Salão de “ARTE de LAGOS” (1984) – Lagos, Portugal
- Exposição “ARLETE” (1986) Sociedade Portuguesa Artes Letras . Monumento às Descobertas – Lisboa, Portugal
- Exposição “80 ANOS de ARTE MODERNA PORTUGUESA” (1987) Galeria São Bento – Lisboa, Portugal
- Exposição “A MULHER na ARTE CONTEMPORÂNEA PORTUGUESA (1988) Casino do Estoril – Estoril, Portugal
- Salão de Verão “ARTE 89” (1989) Sociedade Nacional de Belas Artes – Lisboa, Portugal
- Exposição “PEQUENO FORMATO” (1996) Sociedade Nacional de Belas Artes – Lisboa, Portugal
- Painel Comemorativo dos “111 ANOS do NASCIMENTO de FERNANDO PESSOA” (1999) – Lisboa, Portugal
- Monumento ao Poder Local “TOCAR O SOL” (2001) Arte Pública – Almada, Portugal [11][12][13][14][15]
- Exposição CENTENÁRIO da Sociedade Nacional de Belas Artes “100 ANOS 100 ARTISTAS” (2002) Sociedade Nacional de Belas Artes – Lisboa, Portugal
- Exposição ARTE PÚBLICA EM ALMADA (2004) Casa da Cerca (Centro de Arte Contemporânea - Almada) – Almada, Portugal
- Escultura “O PRESENTE E FUTURO” (2006) Catefica – Torres Vedras, Portugal
- Exposição “ESCULTURA com AFECTOS” (2007) Armazém das Artes – Alcobaça, Portugal[16]
- Exposição “ESCULTURA com AFECTOS” (2007) Sociedade Nacional de Belas Artes – Lisboa, Portugal
- Exposição “PINTURA COM AFECTOS” (2009) Armazém das Artes - Alcobaça, Portugal
- Exposição “TRIENAL de DESENHO” (2012) Armazém das Artes e Mosteiro de Alcobaça - Alcobaça, Portugal[17]
- A Escultura  “O PRESENTE E FUTURO” (2015) em outubro mudou para o novo Espaço Público do Parque Choupal - Torres Vedras, Portugal [18][19]